# Morolaba (département)
Cet article concerne le département et la commune rurale. Pour le village chef-lieu, voir Morolaba.

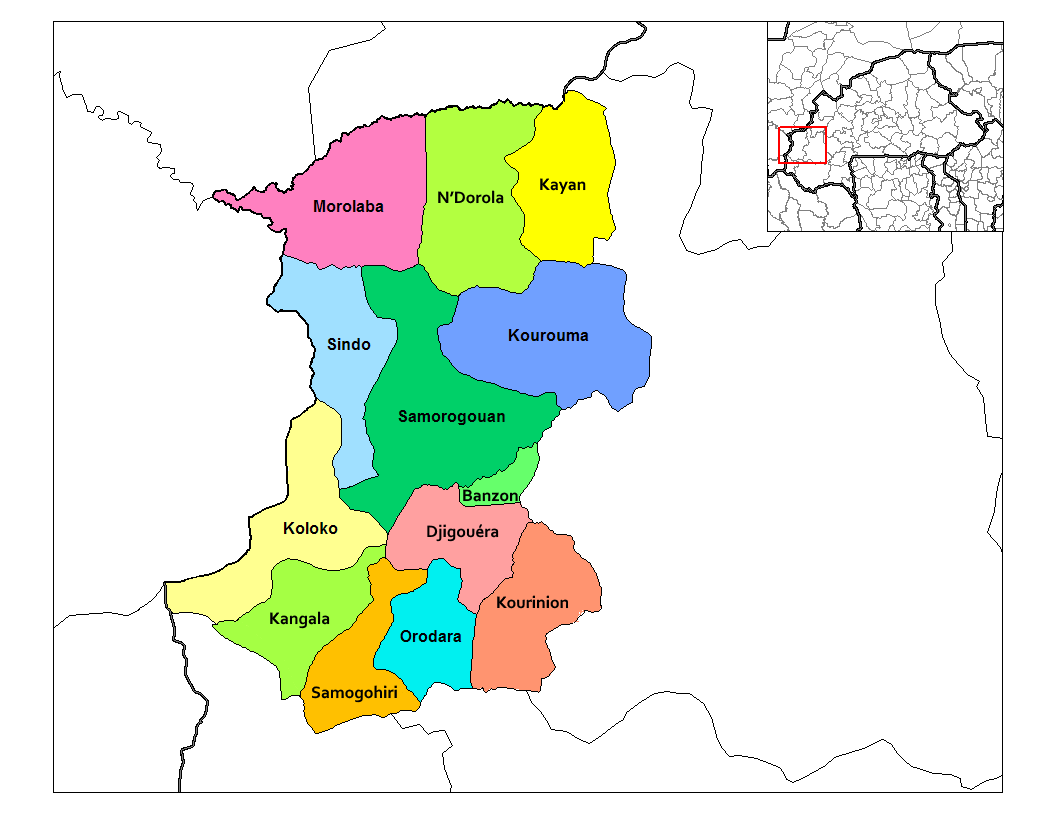
Localisation de la province de Kénédougou

Morolaba est un département et une commune rurale de la province du Kénédougou, dont il est le chef-lieu, situé dans la région des Hauts-Bassins au Burkina Faso.
En 2006, le dernier recensement comptabilise 20 274 habitants

## Villages
Le département et la commune rurale de Morolaba est administrativement composé de 15 villages, dont le village chef-lieu homonyme :
- Kaïfona
- Kalarla
- Katana
- Morolaba, chef-lieu
- Nangorla
- N'Gorguerla
- Niamberla
- Siguinasso
- Sindorla
- Témétémesso
- Tina
- Zanfagora
- Zanfara
- Zankina